# Cuerpo de Bomberos del Distrito Capital
El Cuerpo de Bomberos del Distrito Capital de Venezuela (CBDC), es un cuerpo de bomberos que opera en la Ciudad de Caracas, Venezuela, anteriormente llamado Cuerpo de Bomberos del Distrito Federal y también conocido como Bomberos de Caracas; es el Organismo de Seguridad Ciudadana responsable de la Administración de Emergencias de la Ciudad. 
Fue fundado el  24 de febrero de 1936. En la actualidad es un órgano desconcentrado sin personalidad jurídica, su primera autoridad es el Jefe de Gobierno del Distrito Capital  

## Historia
A pesar de ser Caracas la capital del país, no fue esta la ciudad pionera en disponer de cuerpo de bomberos. El primer Cuerpo de Bomberos de Venezuela fue en Maracaibo, Estado Zulia en 1882
El 12 de abril de 1889 se difunde la intención de crear un cuerpo de bomberos en Caracas
Aunque los Bomberos de Caracas fueron fundados el  24 de febrero de 1936. Su Cuartel de la Plaza España, es inaugurado el 5 de julio de 1937 por López Contreras y su gabinete.

## Cuartel central

### Cuartel Central de Bomberos "Tcnel. (B) Victoriano Jordán P."
Un imponente edificio en la Avenida Lecuna con Avenida Fuerzas Armadas en la Esquina El Rosario, alberga la sede principal o Cuartel Central Tcnel. (B) Victoriano Jordán P.  
En esa sede está el despacho de la comandancia general, la sala de radios, las principales oficinas administrativas y cuenta con canchas deportivas, torre de maniobras de rescate y otras facilidades.  